# Sint-Pieters-Kapelle (Middelkerke)
Sint-Pieters-Kapelle (fr. Saint-Pierre-Capelle) – dzielnica (deelgemeente) gminy Middelkerke w Belgii, w Regionie Flamandzkim, w prowincji Flandria Zachodnia, w okręgu Ostenda. 1 stycznia 2020 roku liczyła 261 mieszkańców. Do 31 grudnia 1970 samodzielna gmina.

## Demografia
Liczba mieszkańców, stan na 1 stycznia:
| Rok                | 1930 | 1961 | 2020 |
| ------------------ | ---- | ---- | ---- |
| Liczba mieszkańców | 248  | 239  | 261  |